# Лаврентий Берия
Лаврентий Павлович Берия (на руски: Лаврѐнтий Па̀влович Бѐрия, на грузински: ლავრენტი პავლეს ძე ბერია) е руски революционер, съветски офицер, съветски държавен и политически деец, началник на съветските тайни служби (НКВД) и апарата на милицията. Маршал на Съветския съюз от 1945 г. и герой на социалистическия труд (1943 г.), лишен от тези звания през 1953 г., заместник-председател (1946 – 1953 г.) и първи заместник-председател на Министерския съвет на СССР (1953 г.), член (1941 – 1944 г.) и заместник-председател на Държавния комитет по отбраната на СССР (1944 – 1945 г.), член на Централния изпълнителен комитет 7-и мандат, депутат във Върховния съвет на СССР 1-ви – 3-ти мандат, член на ЦК на ВКП (б) (1934 – 1953 г.), кандидат-член (1939 – 1946 г.) и член на Политбюро (1946 – 1953 г.), по произход грузинец.
Известен е като тясно приближен на Йосиф Сталин, отговорен за извършването на множество репресии и политически убийства, особено по време на Втората световна война и след нея. След съветската инвазия в Полша през 1939 г. той е отговорен за организирането на Катинското клане, както и за съветски партийни разузнавателни операции и саботажи на Източния фронт по време на Втората световна война.
Берия е също така ръководител на организираната от Сталин Голяма чистка през 1930-те години, но всъщност я ръководи само в заключителната ѝ фаза. Преди да започне работа в Москва, през 1920-те години е шеф на ГПУ в Грузия, а после секретар на Грузинската компартия. Под неговото ръководство Грузия се превръща в курортен център на Съветския съюз, увеличава се значително количеството на произвежданата селскостопанска продукция и се повишава значително средната грамотност на населението.
Берия лично отговаря за проекта на съветската атомна бомба, под негово ръководство е извършван и шпионажът в САЩ и кражбата на документи за нея. След Втората световна война той организира комунистическия преврат на държавните институции в Централна Европа и Източна Европа и политическите репресии в тези страни. След смъртта на Сталин през март 1953 г. Лаврентий Берия става първи заместник-премиер на Съветския съюз и ръководител на Министерството на вътрешните работи за кратко време, като борбата за главния пост се води основно между него и Никита Хрушчов. Въпреки това, при преврат от Хрушчов с помощта на маршала на Съветския съюз Георгий Жуков през юни 1953 г., Берия в крайна сметка е отстранен от власт и арестуван по обвинения в изнасилване и предателство. Той е осъден на смърт чрез разстрел на 23 декември 1953 г. Присъдата е изпълнена на същия ден, по собствена инициатива, от генерал-полковник Павел Батицки. След смъртта му управлението полага много грижи името и престъпните му дела да бъдат заличени.
Престъпленията му включват отговорността за екзекуцията на милиони хора или изпращането им в трудовите лагери ГУЛАГ. На Берия се приписва разширяването на тези лагери и контрола над тайни центрове за задържане за учени и инженери, известни като шарашки. Той също така е „сексуален хищник“, който нарежда на милицията във вечерните часове да му води жените, които е харесал. Лично изтезава или разстрелва много известни личности и извършва масиран терор върху населението за поддържане на страхопочитание към властта.

## Биография

### Детство и юношество
Лаврентий Берия е роден на 29 март в село Мерхеули, Сухумски окръг в бедно селско семейство. Неговата майка Марта Джакели (1868 – 1955) е мегрелка от знатен род и по майчина линия негов трети братовчед е Павал Рафалович Бермонд Авлов (княз Авашвили), а също по майчина линия има родство и с князете Дадиани. След смъртта на първия ѝ съпруг тя остава със син и 2 дъщери. По някои сведения най-малкото от децата може да е било на местния княз Лакербай, при когото Марта работела като слугиня след смъртта на съпруга си. Впоследствие, поради крайна бедност, децата от първия брак на Марта взема за отглеждане нейният брат Димитрий.
Бащата на Лаврентий, Павел Хухаевич Берия (1872 – 1922), дошъл в Мерхеули от Мегредия, където участвал във въстание. В семейството на Марта и Павел се родили 3 деца. Първото дете умира на 2-годишна възраст от едра шарка, а впоследствие дъщеря им остава глухоняма. Забелязвайки добрите способности на Лаврентий, родителите му се постарават да му дадат добро образование – в Сухумското висше начално училище. За да заплатят учението и издръжката му, на родителите му се наложило да продадат половината от дома си.
През 1915 година Берия завършва училище с отличие, заминава в Баку и постъпва в Бакинското средно механо-строително техническо училище. От 17-годишен издържа майка си и сестра си, които отиват да живеят при него.
През март 1917 година Берия организира в училището в Баку клон на РСДРП. От юни до декември 1917 година като техник на хидротехнически отряд заминава на румънския фронт, след което се връща в Азербайджан и бива зачислен като сътрудник към Бакинския съвет на депутатите. Остава в Баку и след превземането на града от турско-азербайджански войски в средата на 1918 г., работи като чиновник в завода „Каспийско сдружение Бял град“ и изпълнява разнообразни поръчения на болшевиките в нелегалност (от края на 1918 до пролетта на 1920 г. на власт в Азербайджан е партията „Мусават“, която е била под контрол на английските тайни служби).
От март 1919 г. до установяването на съветска власт в Азербайджан през април 1920 година Л. П. Берия ръководи нелегалната комунистическа организация на техниците. Едновременно с учението работи като практикант в главната кантора на нефтената компания „Нобели“. През 1919 година Л. П. Берия успешно завършва техническо училище и получава диплома за техник архитект-строител.
През есента на 1919 година Лаврентий Берия постъпва на служба в контраразузнаването към Комитета за държавна отбрана на Азербайджанската демократична република. През този период установява тесни отношения със Зинаида Кремс, която е свързана с немското военно разузнаване. Впоследствие са намерени документи, въз основа на които се предполага, че е била свързана и с английското разузнаване. Впрочем, в своята автобиография, датирана „1922 г. 22/Х“, Берия не скрива факта за своята работа в азербайджанското контраразузнаване:
| „ | В началото на турската окупация аз работих в Бял град в завода на „Каспийско сдружение“ като чиновник. През есента на 1919 година от партия „Гуммет“ постъпих на служба в контраразузнаването, където работих заедно с другаря Муссеви. Приблизително през март 1920 година, след убийството на другаря Муссеви, аз напуснах контраразузнаването и за кратко работих в Бакинската митница. | “ |

В биографични анкети той не крие своята работа в буржоазното контраразузнаване. В писмо до Серго Орджоникидзе през 1933 година пише, че:
| „ | в мусаватското разузнаване… бях изпратен от партията и че този въпрос е решен от ЦК на Азербайджанска КП през 1920 година и ЦК на АКП го е „реабилитирал напълно“, тъй като „фактът, че работата му в контраразузнаването е била със знанието на партията, е потвърден в заявление на Мирза Давуд Хусейнов, Касум Измайлов и др. | “ |

От март до април 1920 година е сътрудник в Бакинската митница. През април същата година Л. П. Берия е изпратен по нелегална работа в Грузинската демократична република като упълномощен кавказки представител на РКП. Почти веднага е арестуван в Тбилиси и освободен с препоръка да напусне Грузия в 3-дневен срок. В своята автобиография Берия пише:
| „ | От първите дни след Априлския преврат в Азербайджан от Комитета на компартията (болшевики) е изпратен от регистрода към РВС на 11 армия е командирован в Грузия, за да извърша нелегална дейност като пълномощник. В Тифлис се свързах с представител на комитета в лицето на Амаяк Назаретян, разположих мрежата от резиденти в Грузия и Армения, установих връзка с щабовете на грузинската армия и гвардия и редовно изпращах куриери в регистрода в Баку. В Тифлис бях арестуван заедно с Централния комитет на Грузия, но съгласно преговорите на Г. Стуруа с Ной Жорданий, освободиха всички с предложение да се напусне Грузия в тридневен срок. На мене ми се удаде да остана, като постъпих под псевдонима Лакербай на служба в представителството на РСФСР при другаря Киров, който по онова време пристигаше в град Тбилиси. | “ |

При подготовката на въоръженото въстание против меншевисткото правителство в Грузия е разобличен от грузинското контраразузнаване, арестуван и затворен в Кутаиския затвор, след което е екстрадиран в Азербайджан. По този въпрос той пише:
| „ | През май 1920 година аз заминах за Баку, за да получа от регистрода директива във връзка сключването на мирен договор с Грузия, но на връщане към Тифлис ме арестуваха по телеграма на Ной Рамишвили и ме отведоха в Тифлис, откъдето, въпреки усилията на другаря Киров, ме изпратиха в Кутаиския затвор. През юни и юли 1920 година се намирах там и чак след четири дена и половина глад, обявен за политзатворник, бях екстрадиран в Азербайджан. | “ |

### В органите за сигурност на Грузия и Азербайджан
Завръщайки се в Баку, Л. П. Берия постъпва да учи в Бакинския политехнически институт. През август 1920 година става ръководител на делата на ЦК на КП на Азербайджан, а през октомври същата година – отговорен секретар на Извънредната комисия по експроприацията на буржоазията и подобряването на бита на работниците като изпълнява тази длъжност до февруари 1921 година. През април 1921 година е назначен за заместник-началник на Секретно-оперативния отдел на ЧК при СНК на Азербайджанската ССР, а през май заема длъжността началник на Секретно-оперативния отдел на ЧК и заместник-председател на ЧК при СНК на Азербайджанската ССР и ръководи до ноември 1922 година.
През 1921 година Берия е подложен на строга критика от партийното ръководство за превишаване на правомощията и фалшификация с престъпна цел, но избягва сериозно наказание.
През ноември 1922 година Берия се отправя към Грузия, където е назначен за началник на Секретно-оперативната част на ЧК и заместник-председател на ЧК при СНК на Грузинската ССР, впоследствие преобразувана в ГПУ на Грузия.
На 2 декември 1926 година Берия става председател на ГПУ при СНК на Грузинската ССР, заместник пълномощен представител на ОГПУ при СНК на СССР в ЗСФСР и заместник-председател на ГПУ при СНК на ЗСФСР. Едновременно с това от декември 1926 до 17 април 1931 година е и началник на Секретно-оперативното управление на пълномощното представителство на ОГПУ при СНК на СССР в ЗСФСР и ГПУ при СНК на ЗСФСР. Същевременно от април 1927 до декември 1930 г. е народен комисар по вътрешните работи на Грузинската ССР.
На 6 юни 1930 г. с постановление на Първия пленум на ЦК на КП на Грузинската ССР Лаврентий Берия е назначен за член на Президиума (впоследствие Бюро) на ЦК на КП на Грузия. На 17 април 1931 г. заема длъжността председател на ГПУ при СНК на Задкавказката СФСР, пълномощен представител на ОГПУ при СНК на СССР в ЗСФСР и началник на специалния отдел на ОГПУ на Кавказката армия. Същевременно от 18 август до 3 декември е член на колегията на ОГПУ на СССР.

### На партийна работа в Задкавказието
През октомври 1931 г. Л. П. Берия е прехвърлен на партийна служба – избран е за първи секретар на ЦК на КП на Грузия и втори секретар на Задкавказския крайком, а през октомври 1932 г. – за първи секретар на Задкавказския крайком на ВКП и секретар на ЦК на КП на Грузия.
| „                                                            | Берия беше при мене. Наистина той създава много добро впечатление за голям работник. | “ |
| Л. М. Каганович в шифрограма до Йосиф Сталин, 16 август 1932 |                                                                                      |   |

През 1935 г. Л. П. Берия пише книгата „По въпроса за историята на болшевишката организация в Задкавказието“, която е обявена за най-важен труд по историята на партията.
Л. П. Берия присъства на Февруарско-мартенския пленум през 1937 г. От май 1937 до 31 август 1938 г. той е първи секретар на Тбилиския градски комитет на КП на Грузинската ССР. През 1937 – 1938 г. под ръководството на Берия е „разкрит“ и т.нар. заговор сред партийното ръководство в Грузия, Азербайджан и Армения, в който се планирало отделяне на Задкавказието от СССР и неговото превръщане в протекторат на Великобритания.

### В НКВД на СССР
От 17 януари 1938 г. Берия е член на Президиума на Върховния съвет на СССР. На 22 август същата година го назначават за първи заместник на народния комисар по вътрешните работи на СССР, а на 8 септември – за началник на 1-во управление на НКВД на СССР. На 11 септември на Л. П. Берия е присъдено звание комисар по държавна сигурност първи ранг, а на 29-и заема длъжността началник на Главното управление по държавна сигурност на НКВД на СССР.
На 25 ноември 1938 г. е назначен за нарком по вътрешните работи на СССР. Със заемането на поста глава на НКВД мащабите на репресиите се съкращават. През 1939 г. по обвинение в контрареволюционни престъпления са осъдени на тежки наказания 2600 души, а през 1940 г. – 1600 души. През 1939 – 1940 г. са освободени от местата за лишаване от свобода и реабилитирани 837 000 души.
В сборниците „Полска нелегалност на територията на Западна Украйна и Западен Беларус 1939 – 1940“ и „Депортация на полски граждани от Западна Украйна и Западен Беларус през 1940 г.“ се твърди, че депортациите от тези региони са били насочени предимно към враждебни за Съветския съюз и националистически настроени полски жители.
От 22 март 1939 г. е кандидат-член на Политбюро на ЦК на ВКП. На 30 януари 1941 г. на Л. П. Берия е присъдено званието генерален комисар по държавна сигурност. На 3 февруари 1941 г. е назначен за заместник-председател на Съвета на народните комисари (правителството) на СССР. Като вицепремиер наблюдава работата на НКВД, НКГБ, наркомовете на дърводобивната и нефтената промишленост, цветната металургия и речния флот.

### Велика Отечествена война
През годините на Великата Отечествена война, от 30 юни 1941 г., Л. П. Берия е член на Държавния комитет по отбраната (ДКО). В ръцете на ДКО е съсредоточена цялата власт в страната. С постановление на ДКО от 4 февруари 1942 г. за разпределение на отговорностите между членовете на ДКО на Л. П. Берия се възлагат отговорности по контрола за изпълнение на решенията на ДКО по производството на самолети, двигатели, въоръжение и миномети, а също така и за изпълнението на решенията на ДКО за работата на ВВС на Червената армия (формиране на авиополкове и тяхното своевременно изпращане на фронта). С постановление на ДКО от 8 декември 1942 г. Л. П. Берия е назначен за член на най-важното подразделение на ДКО – Оперативното бюро на ДКО. Със същото това постановление на Берия допълнително са възложени отговорности по контрола и наблюдението на работата на наркома на въгледобивната промишленост и наркома по транспорта и далекосъобщенията. През май 1944 г. Берия е назначен за заместник-председател на ДКО и председател на Оперативното бюро. В задачите на Берия се включват още и контролът и наблюдението на работата на всички наркомове на отбранителната промишленост, железопътния и водния транспорт, черната и цветната металургия, въгледобивната, нефтената, химическата, каучуковата, хартиено-целулозната, електротехническата промишленост и електростанциите. Заема също длъжността постоянен съветник на Главното командване на Въоръжените сили на СССР.
През годините на войната Берия изпълнява поръчения от ръководството на страната и партията, както свързани с управление на народното имущество, така и на фронта. Ръководи производството на самолети и ракетна техника.
С указ на Президиума на Върховния Съвет на СССР от 30 септември 1943 г. на Л. П. Берия „за особени заслуги в областта на засилването на производството на въоръжение и боеприпаси в трудните условия на военното време“ е присъдено званието „Герой на социалистически труд“. През войната е награден с орден „Червено знаме“ (Монголия, 15 юли 1942), орден на Републиката (Тува, 18 август 1943), медал „Сърп и чук“ (30 септември 1943), 2 ордена „Ленин“ (30 септември 1943 и 21 февруари 1945), орден „Червено знаме“ (3 ноември 1944).

### Работа по ядрения проект
На 11 февруари 1943 г. Йосиф Сталин подписва решение на Държавния комитет по отбраната по програма за работа по създаването на атомна бомба под ръководството на Вячеслав Молотов. В постановление на ДКО на СССР относно лабораторията на Игор Курчатов, прието на 3 декември 1944 г., именно на Л. П. Берия се възлага „наблюдение за развитието на работата по урана“, тоест 1 г. и 10 мес. след предполагаемото начало, което е било затруднено в условията на война.

### Следвоенна политика
С наближаването на 70 годишнината на Сталин, прикритата борба за негов наследник сред привържениците му доминира политиката на Кремъл в следвоенните години. В края на войната Андрей Жданов изглежда като най-вероятният кандидат. Жданов е бил лидер на комунистическата партия в Ленинград по време на войната и до 1946 г. е отговарял за всички културни въпроси. След 1946 г. Берия сформира съюз с Маленков, за да противодейства на възхода на Жданов.
През януари 1946 г. Берия подава оставка като началник на НКВД като запазва общия контрол по въпросите на националната сигурност като заместник министър-председател и началник на органите за държавна сигурност при Сталин. Новият началник на НКВД, Сергей Круглов, не е човек на Берия. Също така до лятото на 1946 г. човекът на Берия Всеволод Николаевич Меркулов е заменен като ръководител на Министерството на държавната сигурност (МГБ) от Виктор Абакумов.

### Арестуване и екзекуция
Още преди погребението на Йосиф Сталин, Берия започва серия от реформи, с които цели да опозори Сталин. Едно от предложенията, влязло в сила, е амнистията на повече от един милион затворници. Друго предложение, което бива отхвърлено, е освобождаване от контрол на ГДР, в името на единна и неутрална Германия, в замяна на компенсация от страна на Западна Германия. Никита Хрушчов определя тази идея като антикомунистическа, съюзява се с Маленков и са подкрепени и от други членове на Президиума, за да спрат по-голяма част от предложенията на Берия. Страхът от преврат, планиран от Берия, не е тайна и Хрушчов споделя опасението си: „Берия точи ножове срещу нас…“. След смъртта на Сталин, Берия става първи заместник-председател на Министерския съвет на СССР и едновременно министър на вътрешните работи за кратко време (1953 г.). Като се има предвид разширяването на властовата база на Берия, реалния му авторитет и факта, че Системата сега набляга на своята отдаденост към върховенството на закона, опонентите на Берия решават да елиминират страховития шеф на политическата полиция, който, освен това, вече е облякъл маската на почтен и „либерален“ политик. Хрушчов, Маленков и целият тогавашен партиен елит са нямали друг избор, освен да се справят с противника си от Политбюро, използвайки неговите крайни методи. Силата на държавната сигурност не оставя на противниците на Берия друг избор, освен заговор и незабавен арест, което позволява да се предотврати евентуален опит на неговите поддръжници да организират контраконспирация. За целта използват най-авторитетните висши военни. Тогавашния министър на отбраната Николай Булганин извиква маршал Георгий Жуков и му казва да отиде по спешна работа в Кремъл, където този ден е трябвало да се проведе заседание на Министерския съвет на СССР. В „Спомени и размисли“ Жуков споделя:
| „ | В залата бяха Маленков, Молотов, Микоян и други членове на Президиума. Берия го нямаше. Първи проговори Маленков – че Берия иска да завземе властта, че ми е наредено, заедно с другарите си, да го арестувам. Тогава Хрушчов започна да говори. Микоян направи само забележки. Те говориха за заплахата, която Берия представлява в опитите си да вземе властта в свои ръце. – Можете ли да извършите тази рискована операция? – Мога – казвам аз. Знаеха, че изпитвам дългогодишна неприязън към Берия, която се превърна във вражда. Имахме сблъсъци неведнъж при Сталин. Достатъчно е да кажа, че веднъж Абакумов и Берия искаха да ме арестуват. Те вече подбираха начини... Между другото, веднъж Сталин ми каза директно, че искат да ме арестуват. Берия прошепна на Сталин, но последният му отговори: „Не вярвам. Смел командир, патриот – и предател. Не вярвам. Край на тази мръсна идея.“ Разберете, че след това аз доброволно се ангажирах да го арестувам. За каузата. Така беше решено. Лицата от личната охрана на членовете на Президиума бяха в Кремъл, недалеч от кабинета, където се събираха членовете на Президиума. На Серов поръчаха да арестува личните телохранители на Берия. Аз трябваше да арестувам Берия. Маленков каза как ще стане. Заседанието на Министерския съвет ще бъде отменено, министрите ще бъдат освободени по домовете си. Вместо това той ще открие заседание на Президиума. Заедно с Москаленко, Неделимий, Батицки и адютанта на Москаленко, трябва да седя в отделна стая и да чакам, докато от заседателната зала се чуят две позвънявания в тази стая. Бях предупреден, че Берия е физически силен, познава техниките на жиу жицу (ръкопашен бой). – Нищо, мога да се справя, ние също имаме сили... На 26 юни 1953 г. отиваме в залата. Берия седи зад масата в центъра. Моите генерали обикалят около масата, сякаш възнамеряват да седнат до стената. Приближавам се до Берия отзад, командвам: „Станете! Вие сте арестуван.“ Берия още не беше успял да стане и аз му извих ръцете... | “ |

Берия е арестуван и задържан по обвинение в шпионаж в полза на Великобритания с цел сваляне на съветската власт. Много от неговите протежета също са арестувани.
Официалната версия е следната: след ареста на първия заместник-председател на Министерския съвет на СССР и член на Президиума на ЦК на КПСС, Л. П. Берия е задържан в Кремъл в продължение на няколко часа, а след това на тъмно е отведен в охраната на Московския военен окръг (ПВО). Твърди се, че през всичките месеци, през които е продължило разследването, той е бил държан там под арест.
Следствието завършва на 17.12.1953 г. Берия е обвинен, че „формира предателска група от враждебни към съветската държава заговорници, които си поставят за цел да използват органите на вътрешните работи срещу комунистическата партия и съветското правителство, поставяйки Министерството на вътрешните работи над партията и правителството за завземане на властта, ликвидиране на съветския строй, реставрация на капитализма и възстановяване на властта на буржоазията.“ В обвинителния акт директно се посочва, че „Л. П. Берия и неговите съучастници изграждат своите престъпни разчети да подкрепят заговора на реакционни сили от чужбина, за установяване на връзки с чуждестранни разузнавателни служби“.
От 18 до 23 декември се провеждат съдебните заседанията на Специално сформиран състав (ССС) на Върховния съд на СССР с председател маршалът на Съветския съюз И. С. Конев. Членове на ССС са Н. М. Шверник – председател на Всесъюзния централен съвет на профсъюзите, Е. Л. Зейдин – първи заместник-председател на Върховния съд на СССР, Н. А. Михайлов – секретар на Московския областен комитет на КПСС, М. И. Кучава – председател на Съвета на профсъюзите на Грузинската ССР, Л. А. Громов – председател на Московския градски съд, К. Ф. Лунев – първи заместник-министър на вътрешните работи на СССР и армейски генерал К. С. Москаленко. Освен Берия, подсъдими са още 6 души: В. Н. Меркулов – бивш министър на държавната сигурност, а напоследък министър на държавния контрол на СССР, В. Г. Деканозов – министър на вътрешните работи на Грузинската ССР, Б. З. Кобулов – заместник-министър на вътрешните работи на СССР, П. Я. Мешик – министър на вътрешните работи на Украинската ССР, С. А. Гоглидзе – началник на 3-то управление на Министерството на вътрешните работи на СССР и Л. Й. Влодзимирски – началник на отдела за разследване на особено важни дела на Министерството на вътрешните работи на СССР. Според някои историци „това е най-мащабният процес срещу служители на вътрешните работи и органите на държавна сигурност за цялата история на тяхното съществуване“. Всички заседания са закрити и ходът на процеса остава неизвестен за обществото. Берия е съден за държавно предателство, шпионаж, тероризъм и антиреволюционна дейност. Без адвокат и без право на обжалване, на 23 декември 1953 г. Берия е осъден на смърт. След произнасянето на съда той пада на колене и моли за милост, но без резултат. Още същия ден Лаврентий Берия е екзекутиран чрез изстрел в челото, произведен от генерал Павел Батицки. Останалите 6 подсъдими също са осъдени на смърт и застреляни в последния ден от процеса.

## В популярната култура

### В театъра
Берия е главният герой в пиесата „Лека нощ, чичо Джо“ на канадския драматург Дейвид Елендун. Произведението е измислена версия на събитията, довели до смъртта на Сталин.

### В киното
Главният герой във филма „Покаяние“ на грузинския режисьир Тенгиз Абуладзе Варлам Аравидзе е базиран на Берия. Произведението първоначално е било забранено в СССР заради полуалегоричната критика на сталинизма, но въпреки това дебютира на филмовия фестивал в Кан през 1987 г. Филмът печели наградата на Международна федерация на филмовата преса.
Британският актьор Боб Хоскинс изиграва Берия във филма от 1991 г. „Вътрешен кръг“. Рошан Сет прави същото във филма от 1992 г. „Сталин“, а Дейвид Сушей го прави в „Червения монарх“ от 1983 г. Ролята на Берия е изиграна и от Саймън Ръсел Бийл в сатиричния филм „Смъртта на Сталин“ от 2017 г.

### В телевизията
В продукцията на CBS от 1958 г. „Заговорът за убийството на Сталин“, Берия е изигран от Е. Г. Маршал. В документалната поредица на BBC от 2008 г., „Втората световна война: зад затворени врати“, Берия е представен от полския актьор Крищоф Драч.

### В литературата
Романът на Ричард Кондън от 1959 г. „Манджурският кандидат“ разказва историята на фанатика Реймънд Шоу – „перфектния убиец“ като „от сън на Лаврентий Берия“. В научнофантастичния роман на Аркадий и Борис Стругацки от 1964 г. „Трудно е да бъдеш Бог“, Берия е олицетворен в персонажа Дон Реба, който служи като кралски министър на отбраната. Берия също така е значителен герой в първите глави на романа „Архангел“ от 1998 г. на британския писател Робърт Харис.
През 2012 г. в Русия е публикуван личният дневник на Берия, воден през периода от 1938 до 1953 г.